# Laispodias
Laispodias war zur Zeit des Peloponnesischen Krieges (431–404 v. Chr.) einer der Feldherrn und Diplomaten Athens in dessen Auseinandersetzung mit Sparta und ein hoher Vertreter der oligarchischen sogenannten „Regierung der Vierhundert“, die im Jahr 411 v. Chr. in Athen nach einem Umsturz die Macht innehatte. Als Mitglied dieser oligarchischen Regierung gehörte Laispodias wahrscheinlich der aristokratischen Oberschicht an. Seine genauen Lebensdaten sind nicht bekannt.
Im Sommer des Jahres 414 v. Chr., als das Heer Athens noch kampfbereit vor der belagerten sizilischen Hauptstadt Syrakus stand, und Sparta sich in vorsichtiger militärischer Zurückhaltung übte, war Laispodias gemeinsam mit seinen Kollegen Demaratos und (dem auch bei Platon erwähnten) Pythodoros einer der Befehlshaber einer Flotte von 30 Schiffen, die mit militärischen Operationen an der peloponnesischen Küste zur Unterstützung der Argiver beauftragt war. Die Landungen dieser Truppen an der lakonischen Küste und Vorstöße bei Epidauros Limera und Prasiai waren militärisch nicht bedeutsam, stellten aber einen flagranten Bruch des Friedens von 421 v. Chr. dar, die offene Ankündigung, „dass Athen den Krieg wolle“ (Thukydides VI, 105).
Der Komödienschreiber Aristophanes, der offenbar über die Wahl des Laispodias zum Feldherrn empört war, stellt ihn in seiner Komödie Die Vögel dar als jemanden, der durch seine Kleidung einen körperlichen Mangel zu verbergen suchen muss (Vögel 1572 ff.). Nach Pauly soll der Name auf sein Gebrechen, ein Geschwür am linken Fuß, anspielen.
411 v. Chr. war in Athen die Demokratie gestürzt worden und die oligarchische Regierung der Vierhundert an die Macht gekommen, die aus Männern bestand, für die das Regierungssystem Spartas ein politisches Vorbild darstellte. Die neue Regierung wollte deshalb möglichst rasch zu einem Friedensschluss mit der peloponnesischen Vormacht kommen. Um Möglichkeiten hierfür zu sondieren, wurde eine Gesandtschaft nach Sparta geschickt. Diese wichtige Aufgabe wurde Laispodias gemeinsam mit seinen Kollegen Aristophon und Melesias (dem ebenfalls bei Platon erwähnten Sohn des Politikers Thukydides) übertragen. Die Gesandten begaben sich für die Reise auf das prächtige Athener Staatsschiff Paralos, das sie nach Sparta bringen sollte (Thukydides VIII, 86). Die Gesandtschaft erreichte allerdings nie ihr Ziel, da die Gesandten, darunter Laispodias, von der demokratisch gesinnten Besatzung der Paralos für mitschuldig an dem politischen Umsturz in Athen gehalten und gefangen gesetzt wurden. Die Meuterer lieferten Laispodias und seine Kollegen den Argivern aus, die aufseiten der athenischen Demokraten standen.
Da von diesem Zeitpunkt an die Quellen über das Schicksal des Laispodias schweigen, ist er vermutlich bei diesen Ereignissen oder in ihrem Gefolge umgekommen.
Auf der Athener Akropolis ist eine Inschrift vom Beginn des 5. Jahrhunderts gefunden worden, die auf einen Laispodias verweist, dessen Vater Spudis dort Weihgeschenke niederlegte. Ob es sich dabei um den Vater des hier besprochenen Laispodias handelt, was chronologisch möglich wäre, kann nicht mit Sicherheit gesagt werden.